# Cupulina
Cupulina is een geslacht van schimmels dat behoort tot de familie Pyronemataceae. De typesoort is Cupulina montana.

## Soorten
Volgens Index Fungorum telt het geslacht twee soorten (peildatum november 2023): 
| Soortnaam              | Auteur(s)                     | Publicatiejaar |
| ---------------------- | ----------------------------- | -------------- |
| Cupulina ascophanoides | (Boud.) Van Vooren            | 2017           |
| Cupulina montana       | Dougoud, Van Vooren & M. Vega | 2015           |